# Fevillea
Fevillea — рід рослин родини Гарбузові. Деякі посилання свідчать про те, що є лише один представник цього роду Fevillea cordifolia. Інші джерела в Інтернеті посилаються на Fevillea pedatifolia (раніше Fevillea peruviana), Fevillea trilobata та Fevillea passiflora.
Рід названий на честь французького ботаніка Луї Феє.
Февілея складається з дводомних ліан або лоз. Є два підроди: Fevillea і Anisosperma. Батьківщиною є Неотропіки.